# Ulvstatjärnen
Ulvstatjärnen är en sjö i Ockelbo kommun i Gästrikland och ingår i Testeboåns huvudavrinningsområde. Sjön har en area på 0,0481 kvadratkilometer och ligger 77,3 meter över havet. Sjön avvattnas av vattendraget Testeboån (Grannäsån).

## Delavrinningsområde
Ulvstatjärnen ingår i det delavrinningsområde (675332-154662) som SMHI kallar för Utloppet av Ulvstatjärnen. Medelhöjden är 117 meter över havet och ytan är 2,09 kvadratkilometer. Räknas de 134 avrinningsområdena uppströms in blir den ackumulerade arean 697,37 kvadratkilometer. Avrinningsområdets utflöde Testeboån (Grannäsån) mynnar i havet. Avrinningsområdet består mestadels av skog (73 procent) och jordbruk (14 procent). Avrinningsområdet har 0,04 kvadratkilometer vattenytor vilket ger det en sjöprocent på 1,9 procent.